# Hvála
Hvála (Eslovènia, 2001?–Pirineus centrals, 2018) és una ossa que fou capturada als Balcans i translocada per l'estat francès als Pirineus centrals el 2006, en el marc d’un programa de reintroducció de l’os bru a la serralada. El seu nom es pronuncia «Ouala» i significa «Gràcies» en eslovè. El seu hàbitat es trobava a la Vall d’Aran, així com en una part dels departaments francesos de l'Alta Garona i l'Arieja. El seu fou el tercer dels cinc alliberaments d'ossos bruns originaris d'Eslovènia que efectuà França en els Pirineus el 2006.
Entre el 2007 i el 2015, Hvála va donar a llum 11 cadells (vegeu taula abaix). És considerada una de les mares genitores de la població actual als Pirineus, en ser la transmissora d'un dels tres llinatges matrilineals dels quals descendeixen tots els ossos avui dia existents.

## Context
L'os bru als Pirineus es trobava al llindar de l'extinció local a la serralada a finals del segle xx, quan només quedaven 4 o 5 individus autòctons, degut a la persecució directa per l'home a que es veié sotmesa aquesta població. A partir de mitjans dels anys 90 s'emprengueren diverses mesures per revertir aquesta situació, guanyant molt protagonisme el reforç poblacional mitjançant la translocació d’individus reproductius originaris d’Eslovènia, on resideix una població viable de la mateixa subespècie europea. Entre el 1996 i el 2018 es van translocar 11 exemplars des d'aquest país balcànic (10 a França i 1 Catalunya)
Des de l'inici del programa es van registrar naixements d'ossos als Pirineus i a l'últim cens oficial, divulgat el 2019, s'informaren 52 exemplars vius, entre cadells, sub-adults i ossos adults. Tot i això, la població d'ossos bruns a la serralada continua estant catalogada en perill crític en l'última revisió de la llista vermella de la Unió Internacional per a la Conservació de la Natura (UICN), del 2018.
El reforçament de la població de l'os bru als Pirineus es va iniciar l'any 1996 amb una subvenció del programa Life de la Unió Europea de conservació i protecció d'espècies. Tot i les protestes aquell any, França va alliberar a Melles (Alta Garona) dos exemplars: les osses Živa i Melba, i el 1997, un mascle, en Pyros, tots procedents d'Eslovènia. L'origen va ser seleccionat atenent estudis que demostren que els ossos balcànics, del sud d'Escandinàvia, i els del sud i sud-oest d'Europa pertanyen a una única línia genètica, que s'explica pel fet que es va produir un refugi durant l'última glaciació al sud d'Europa. Translocar ossos del Cantàbric, encara més propers genèticament que els balcànics, no era una opció sobre la taula donada la complicada situació en què aleshores també es trobava aquesta altra població ibèrica, catalogada en perill d'extinció.
La reintroducció de l'os als Pirineus suscita des de l'inici de la seva implantació importants adhesions i oposicions en el conjunt de la societat, amb partidaris i detractors que s'articulen en diversos grups d'influència. La principal resistència es deu al fet que un cop alliberats al nou medi pirinenc, els animals translocats i els seus descendents, així com succeïa amb els anteriors ossos autòctons, poden atacar de forma oportunista a la ramaderia i l'apicultura.
Al 2004, l'última ossa reproductora autòctona, Cannelle, fou morta a trets per un caçador que al·legà legítima defensa, al Bearn occità. L'Estat francès, després de signar un protocol internacional de col·laboració amb Andorra i Espanya, va alliberar cinc nous ossos l'any 2006. Van ser quatre femelles i un sol mascle. Tres de les femelles van morir de forma traumàtica per atropellament, despenyament i arma de foc. Només una va aconseguir reproduir-se –Hvála– i el mascle, Balou, va morir per l'impacte d'un llamp el 2014, deixant un fill pòstum –Cachou– que nasqué al 2015, però que morí enverinat al 2020 i sense descendència coneguda.
L'evolució demogràfica, des dels primers progenitors, ha estat positiva als Pirineus centrals (Val d'Aran, Pallars Sobirà, Alta Garona i Arieja): s'han obtingut primeres i segones generacions, tot completant el cicle biològic, i no han aparegut problemes d'adaptació. Durant els primers 10 anys, el nombre d’ossos es va estancar entre els 10 i 12 exemplars. Posteriorment, i gràcies al nou reforç del 2006, la població va experimentar un nou increment fins als 30 individus, que ocuparen territoris de gran qualitat dins de la Xarxa Natura 2000.

## Biografia
Hvála va ser capturada a Eslovènia el 15 de maig del 2006 amb un fusell amb dard hipodèrmic i alliberada a Arbast, al Comenge (al sud del departament de l'Alta Garona) dos dies després, amb un xip implantat a l'abdomen. Pesava 100 kg i es creu que tenia 5 anys. La seva translocació va rebre el patrocini de Carla Bruni i Sanseverino.
Hvála, va arribar en estat d'Eslovènia i va tenir dues osses (Pollen i Bambou) de pare desconegut a l'hivern del 2006/2007. L'ossa s'assentaria amb la seva descendència als municipi de Melles, Sent Lari i Santenh (Arieja).
El 23 d'octubre del 2008 tingué una topada amb un caçador durant una batuda del senglar al Portet, poble de Les, a la Vall d'Aran. Assetjada i acorralada per gossos i batedors, Hvála va agredir lleugerament al caçador, el que provocà un gran enrenou i una aferrissada i desproporcionada persecució. No obstant això, no es va considerar que Hvála hagués tingut una reacció perillosa i, per tant, se la va deixar lliure, doncs la conducta del caçador va ser considerada inadequada per les autoritats.
La polèmica per l'incident provocà que el Conselh General de la Vall d’Aran i el Govern de Catalunya es posessin d’acord en la necessitat d'organitzar un equip, format per agents rurals especialitzats, que s'hauria d'encarregar del seguiment detallat dels plantígrads a la zona. A la primavera del 2009 hi havia encara inquietud pel despertar de l'ossa i a l'Aran molts veïns demanaven encara la captura de l'animal.
Però Hvála va aparèixer amb dos cadells (Nhéu i Noisette), fills de Pyros, i al traslladar-se a l'altra banda de la frontera, la polèmica local va amainar. Amb tot, Hvála i els seus dos cadells van atacar diversos ramats d'ovelles a la ciutat de Sentein (Arieja) durant l'estiu del 2009, cosa que va alimentar la controvèrsia entre els pastors locals sobre la presència d'ossos eslovens al Pirineu.
Amb Pyros, Hvála va tenir tres cadells més el 2011 (Callisto, Soulane i Pepito). Posteriorment, tindria 4 ossalls més amb Moonboots: un parell el 2013 (Chataigne i Gaia) i un altre parell el 2015 (Flocón i Aran).
En el cens d'ossos del 2020 se la va donar definitivament per morta, donat que fou detectada per última vegada el 2017.

### Observacions
Hvála i els seus fills han estat identificats de forma reiterada pels equips de seguiment. El juliol del 2009 el seu rastre va ser detectat a Santenh (Coserans). Durant la temporada 2010, Hvála va ser vista 29 vegades als municipis de Mèles i Bots, al Comenge, a Sent Lari, al Coserans, i a Canejan, a la Vall d'Aran.
El 27 d'agost del 2013 Hvála va ser fotografiada a la zona intermèdia de la Vall d'Aran pel sistema de detecció automàtica d’ossos. Anava acompanyada de dos cadells nascuts l’hivern anterior (Chataigne i Gaia). I el 17 d'octubre, tots tres van ser gravats esfregant-se l'esquena en un arbre davant d'una càmera de fototrampeig a plena llum del dia. L'enregistrament, força inusitat, es produí al municipi de Hòs, a l'Alta Garona.
Durant l'estiu del 2015, Hvála va tornar a aparèixer en les imatges de fototrampeig de la Vall d'Aran amb els dos cadells de l'any (Flocón i Aran). A l'abril de l'any següent, el govern aranès va difondre noves fotografies dels tres ossos, corresponents al 4 de març a Vielha e Mijaran.

## Descendència

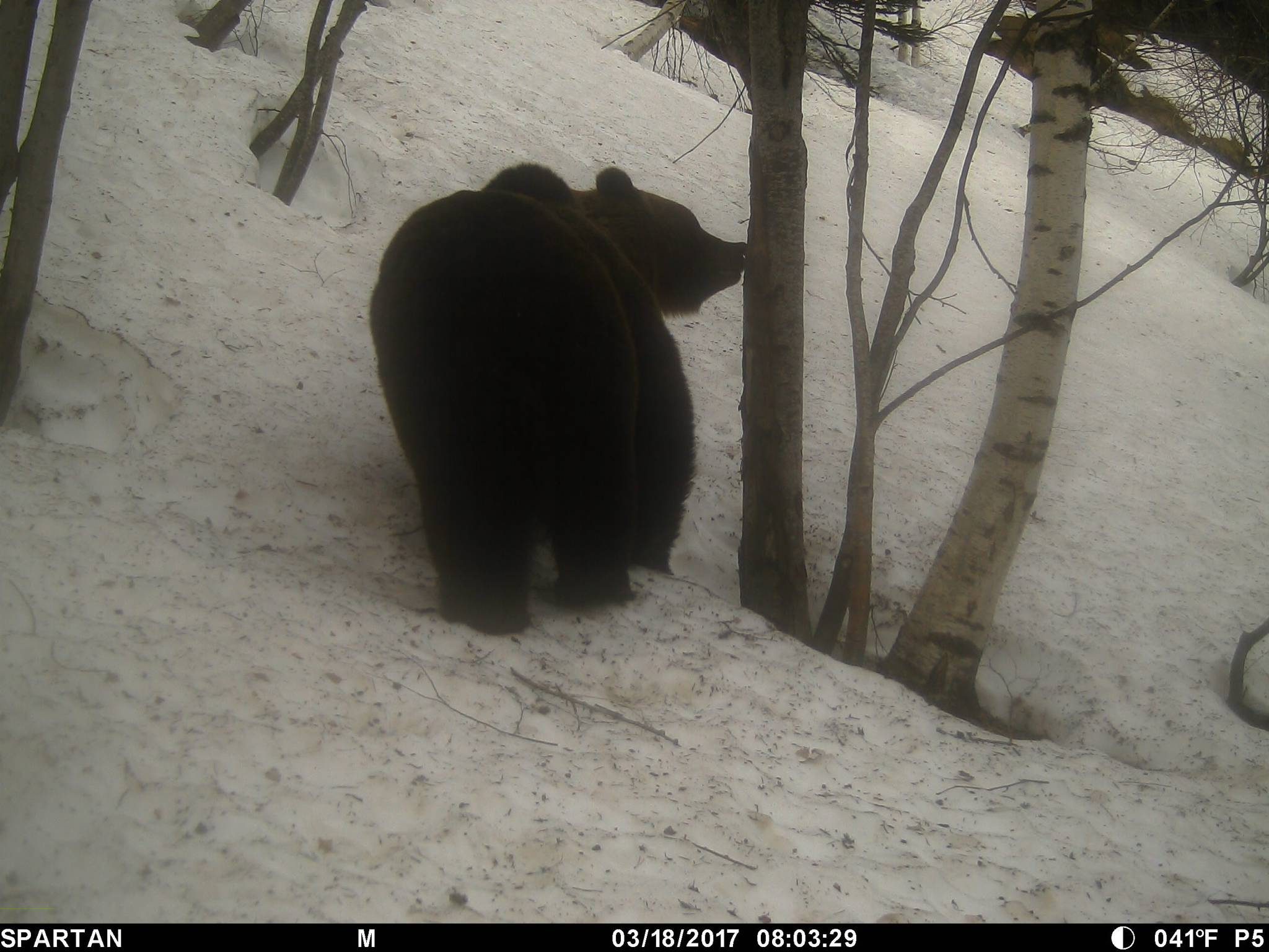
Probable imatge de l'os Pepito al Parc Natural de l'Alt Pirineu (Lladorre, Pallars Sobirà), març del 2017

Hvála va donar a llum onze cadells, nascuts als Pirineus entre el 2007 i el 2015. Els ossalls van néixer cada dos anys, en anys imparells, Figuren a la taula següent:
| Cognom    | Sexe    | Data de naixement | Pare                 |
| --------- | ------- | ----------------- | -------------------- |
| Bambou    | Femella | 2007              | Fecundat a Eslovènia |
| Pollen    | Femella | 2007              | Fecundat a Eslovènia |
| Nhéu      | Femella | 2009              | Pyros                |
| Noisette  | Femella | 2009              | Pyros                |
| Callisto  | Femella | 2011              | Pyros                |
| Soulane   | Femella | 2011              | Pyros                |
| Pepito    | Mascle  | 2011              | Pyros                |
| Chataigne | Femella | 2013              | Moonboots            |
| Gaia      | Femella | 2013              | Moonboots            |
| Flocón    | Mascle  | 2015              | Moonboots            |
| Aran      | Femella | 2015              | Moonboots            |

Entre els descendents de Hvála cal destacar la seva filla Bambou, que ha donat a llum 9 cadells de 5 ventrades entre el 2010 i el 2019. Amb Pyros es va aparellar dues vegades i va tenir 4 cadells: dos el 2010 (Fadeta i Floreta) i dos més el 2012 (Bouba i Patoune). El 2014 va procrear amb Moonboots, d'on naixeria Rodri i el 2016 hi tornaria a creuar-se, d'on naixerien Tuc i Beret.
Un altre fill mascle de Hvála que sobresurt es en Pepito. Aquest sembla que heretà de Pyros, el seu pare, la voràgine procreadora. Tot i que encara és jove, ja és el segon mascle amb major nombre de descendents coneguts (18 fills, en vuit ventrades de sis osses). Hauria procreat amb Caramellita, el 2015 (tres ossalls: Bulle, Fifonet i Fosca) i amb Boavi, el 2016 (dos més: Sardo i una osseta que mori el 2018). Només el 2017 haurien nascuts 8 fills seus de 4 ventrades: amb Caramelles (dos ossetes); amb Caramellita, de nou, (dos ossalls); amb Plume, (un ossall i una osseta) i amb Isil (dos ossetes). El 2018 va tenir tres ossalls mascles amb Nhéu i el 2019 en nasqueren dos mascles més (un d'aquests seria Douillous, l'ossall que va ser trobat sol i famèlic, posteriorment, rescatat i reintroduït). Sembla doncs que Pepito s'ha fet amb el lloc de mascle dominant als Pirineus centrals. Per tot això, Hvála és considerada una de les mares genitores cabdals de la població actual d'ossos als Pirineus.